# Série binomial
Em matemática, série binomial é uma série de potências do tipo:
{\displaystyle (1+x)^{k}=1+kx+{\frac {k(k-1)}{2!}}x^{2}+...+{\frac {k(k-1)...(k-n+1)}{n!}}x^{n}+...}
se {\displaystyle |x|<1} e para todo número real {\displaystyle k}.
Exemplo: Achar uma representação de {\displaystyle (1+x)^{\frac {1}{3}}}, em séries de potências.
Solução: Para {\displaystyle k={\frac {1}{3}}}, obtemos:
{\displaystyle (1+x)^{\frac {1}{3}}=1+{\frac {1}{3}}x+{\frac {{\frac {1}{3}}({\frac {1}{3}}-1)}{2!}}x^{2}+...+{\frac {{\frac {1}{3}}({\frac {1}{3}}-1)...({\frac {1}{3}}-n+1)}{n!}}x^{n}+...}
que pode ser escrito como:
{\displaystyle (1+x)^{\frac {1}{3}}=1+{\frac {1}{3}}x+{\frac {2}{3^{2}.2!}}x^{2}+...+(-1)^{n-1}{\frac {1.2...(3n-4)}{3^{n}.n!}}x^{n}}+...